# مسرحيات شكسبير
المسرحيات التي كتبها الشاعر والممثل والكاتب المسرحي الإنجليزي ويليام شكسبير (1564 - 1616) لها شهرة واسعة بين اعظم المسرحيات في اللغة الإنجليزية والادب الغربي. ومسرحياته مقسمة إلى أنواع عديدة منها المأساة والتاريخ والكوميديا. فقد ترجمت إلى كل اللغات الرئيسية٬ بالإضافة إلى كونها أُديت بشكل مستمر حول العالم.

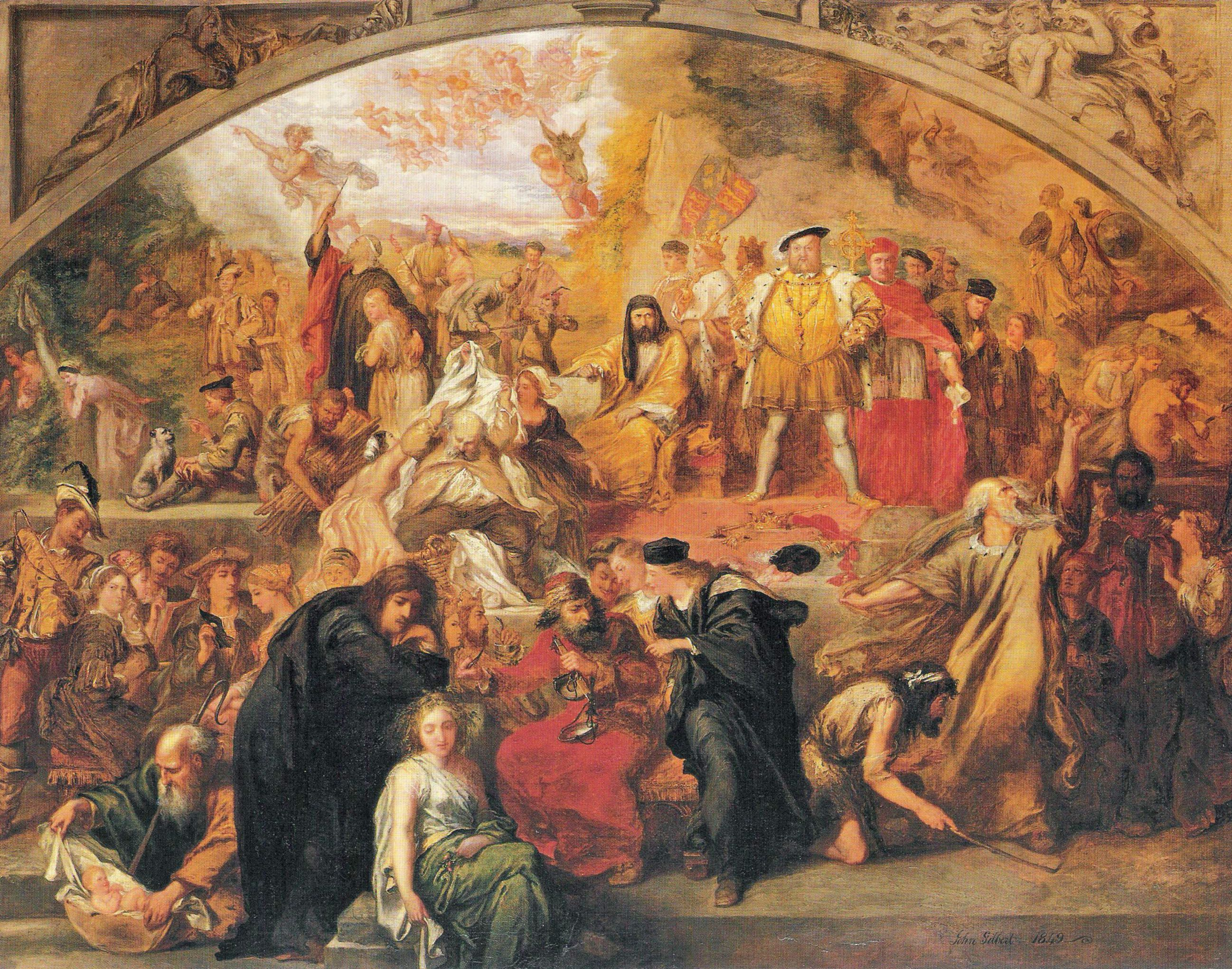
لوحة السيد جون جيلبرت 1849: التي تحتوي على عدة مشاهد وشخصيات من مسرحيات وليام شكسبير

ظهرت العديد من مسرحياته على سلسلة نسخ من القوروتو ٬ لكن مايقارب النصف منها لم ينشر حتى عام 1623 . ريثما نشرت أول مطويه له بعد وفاته. قسمت مسرحياته تقليديا إلى المآسي والكوميديا والتاريخ تبعاً للفئة المستخدمة في أول مطوية له. من ناحية أخرى ٫ صنف النقد الحديث بعض من هذة المسرحيات «مسرحية المشكلة» حيث تجنب فيها السلاسة ٬ أو ربما خرق الاتفاقيات العامة. ودخل مصطلح الرومانسية ليعتقد العلماء انها ستكون مسرحيات كوميدية لاحقا.
عندما وصل شكسبير لأول مرة في لندن 1590 متأخرا 1580 أو مبكرا، قام الادباء المسرحيون بالكتابة للمسارح التجارية الجديدة في لندن (على شكل معلقات) والجمع بين نوعين مختليفين من أنواع التقاليد الدرامية بطريقه مميزه إلى تاليفات جديدة الزابيثية. سابقا، كانت المسرحيات الأكثر شيوعا في المسارح الإنجليزية مسرحية أخلاقية تيودور. هذه المسرحية، تمتاز بالتقوى عموما، استخدم فيها مقومات الدور الأخلاقي لحث أو إرشاد بطل الرواية لاختيار الحياة الفاضله على حياة الشر. والشخصيات فيها تتكون من حالات من المؤامرة الإيحائيه بدلا من الواقعية. وعلى الارجح أن شكسبير عندما كان طفلا تطلع إلى رؤيه هذا النوع من المسرحيات (بالإضافة إلى، مسرحيات الشك والغموض والعجائب).
الدراما التقليدية الكلاسيكية كانت اخر سلسلة للنظرية الجمالية. كانت هذه النظرية مستوحاة من أرسطو. في عصر نهضة إنجلترا، من ناحية أخرى، عرفت النظرية على نحو أفضل من قبل المترجمين والممارسين الرومانين. في الجامعات، نظمت المسرحيات في شكل أكثر اكاديمية كمسرحيات الخزائن الرومانية. عادةً أُجريت هذه المسرحيات في اللاتينية، والتزمت الأفكار الكلاسيكية بوحدة الاحترام، لكنها كانت أكثر جمود، مثمنه الخطب المطولة على العمل الفعلي. إن شكسبير قد تعلم هذه النظرية في المدارس النحوية، حيث كان بلوتوس وخصوصا تيرينس جزء من أجزاء المناهج الدراسية الرئيسية ودرسّت في طبعات مع مقدمات النظريات المطولة.

## المسرح ومرحلة بنائه
أظهرت مؤسسة الأثار لمسرح الورد ومسرح الكرة الارضية في أواخر القرن العشرين أن جميع مسارح لندن في عصر النهضة الإنجليزية بنيت حول خطط عامة مماثلة. على رغم الفروق الفردية، كانت المسارح العامة ثلاثة طوابق، وتتمحور حول فضاء مفتوح في المركز. عادة تصميم المضلع يعطي تاثير، يوجد ثلاثة مستويات من المعارض الفنيه مطلة على بروز خشبة المسرح التي احيطت من ثلاث جهات قبل الجمهور، الجزء الخلفي فقط مقتصر لمداخل ومخارج الممثلين ومقاعد للموسيقيين. الطابق العلوي خلف خشبه مسرح يمكن أن يستخدم بمثابة شرفة، كما في روميو وجولييت، أو كموقف شخصي ليوبخ جمع من الناس، كما هو الحال في يوليوس قيصر. تبنى المسارح عادة من الخشب واللوح والجص وبأسقف من القش، سابقا كانت المسارح غير محصنه من الحرائق، وتدريجيا استبدلت (عندما ادت الضرورة إلى ذلك) بهياكل أقوى. عندما احرقها غلوب في يونيو 1613، تم ترميمه بسقف من القرميد. وتم تطوير مسرح بلكفريرس بطراز مختلف، الذي دخل حيز الاستخدام المنتظم على أساس طويل الأجل في 1599. وكان بلاكفريارس سابقا صغيراً مقارنة بالمسارح الأخرى، وكانت أسقفه غير مفتوحه للسماء. حيث انه لم يشبه طراز المسارح الحديثة.

## إيلازبيثية شيكسبير
عندما بدأ شكسبير في الكتابة، كانت حياته تقليديه. علاوة على ذلك، ترشح من خلال جامعة ويتس بسبب النجاح الذي تحقق طول العصر الحديث على المسرح في لندن. وبحلول أواخر القرن السادس عشر، تضاءلت شعبية مسرحيات الأخلاق والمسرحيات الأدبية كما أخذت النهضة الانجليزية دورها، وايضا ثورة كُتاب المسرح مثل توماس كيد وكريستوفر مارلو. حيث أن مسرحياتهما كانت ممزوجة بدراما الأخلاق القديمة مع النظرية الكلاسيكية لإنتاج علم جديد. الدراما الجديدة جمعت بين التعقيد البلاغي للمسرحيات الأكاديمية مع قوة مبدأ البذائة الاخلاقية. ومع ذلك، فإنه كان أكثر غموضا وتعقيدا في معانيه، وأقل عناية بالمجاز البسيط.الهم شيكسبير بهذا النمط الجديد، وواصل بهذه الاستراتيجيات الفنية، خلق المسرحيات التي ليس صدها على مستوى عاطفة الجماهير فقط ولكن أيضا إكتشف وناقش العناصر الأساسية لما تعني كلمة أن نكون إنسان. ما فعله مارلو وكيد لمسرحيات المآسي، وغيرها، فعله جون ليلي وجورج بيلي للكوميديا وغيرهم: عرضوا نماذج من الحوار البارع، والعمل الرومانسي الغريب، عادة مكان نشاة شكسبير كان السبب الأساس لكوميديتة طوال حياته المهنية بحاجة إلى مصدر
المآسي الإليزابيثية لشكسبير (بما في ذلك تاريخ تصميم المسرحيات المأساوية، مثل ريتشارد الثاني) اظهر فيها الاستقلالية النسبية من النماذج الكلاسيكية. وقال انه يأخذ من أرسطو وهوراس مفهوم الأدب. مع استثناءات قليلة، وقال انه يركز على شخصيات النبلاء والشؤون الوطنية ومواضيع المأساي. في معظم الجوانب الأخرى، على الرغم من المآسي التي هي أقرب بكثير من أسلوب روح الأخلاق. المستعرضون، حزموا بالأحداث والشخصيات. حيث يتم تحديد أنها خاليه من الموضوعية أو شخصية. وفي هذا الصدد، اظهرو بوضوح تأثير مارلو وخاصه تامبرلاين، حتى في عمله في وقت مبكر، من ناحية أخرى، شكسبير عادة يظهر انضباطية النفس أكثر من مارلو. استعان بموضوع منمق بشكل اقل من الناحية البلاغية، وكان موقفه أكثر دقة اتجاه أبطاله، وأحيانا أكثر شك من لمارلو. وبحلول مطلع القرن العشرين، تنمق تيتوس أندرونيكوس اندثر ليحل محله دقه هاملت.
في الكوميديا، ضل شكسبير أبعد عن النماذج الكلاسيكية. وكانت الأخطاء الكوميدية، طبيعة بيئة مينيوتشامي، كانت سبب في اتباع نموذج جديد قريب من الكوميديا. كوميدية شيكسبير الإليزابيثية أكثر رومانسية. مثل ليلي، حيث عادة ما يجعل المؤامرة رومانسية (ميزة ثانوية في الكوميديا اللاتينية الجديدة) احيانا يتم تخطيط عناصر المؤامرة الأساسية حتى يتم إعطاء المؤامرة الرومانسية اهتماما أقل من محور الذكاء والخداع، والدعابات. في «إصلاح الأخلاق»، والتي تعتبر وظيفة هوراس الرئيسية للكوميديا، واستمرت على حلقات كخدعة مالفوليفو.

## يعقوبيه شيكسبير
وصل نضج شكسبير ككاتب مسرحي في نهاية حكم اليزابيث، وفي السنوات الأولى من عهد جيمس. في هذه السنوات، أستجاب إلى تحول عميق في الأذواق الشعبية، سواء في الموضوع والأسلوب. في مطلع العقد، قال انه استجاب لاخر صيحة لادب الهجاء بدأها المسرحيّيّن صبي في بلكفريرس والقديس بولس. في نهاية العقد، ويبدو أنه قد حاول الاستفادة من أسلوب الكوميديا الجديدة اللالتراجيدية، حتى تعاون مع جون فليتشر، الكاتب الذي اشاع هذا النوع في إنجلترا.
ويعتبر تأثير المسرحيين الأحدث سنا مثل جون مارستون وبن جونسون ليس فقط في مسرحية المشكلة التي تهول المشاكل الإنسانية المستعصية من الجشع والرغبة، ولكن أيضا في لهجة أكثر قتامة من المآسي اليعقوبية. مارلوفيان، ذهب أسلوب بطلولة مآسي العصر الإليزابيثي لتحل محلها رؤية أكثر قتامة من الطبيعة البطولية ظهرت في بيئات تفشي الفساد. باعتباره المشارك في كل الكرة ورجال الملك، شكسبير لم يكتب لمؤسسات الأولاد؛ ومع ذلك، أثرت في عمل يعقوبي بشكل ملحوظ من خلال التقنيات الساخره للمسرحيين الجدد. مسرحية ترويلوس وكريسيدا مستوحاة من فتنه المسارح.
مسرحيات شيكسبير النهائية تعيدنا إلى اليزابيثيته الكوميديه في استخدامه وضع الرومانسية والحدث. من ناحية أخرى في هذه المسرحيات، يتم جلب عناصر قاتمة التي غالبا يتغاضى عنها أكثر من المسرحيات السابقة بشكل واضح . ويرتبط هذا التغيير في نجاح الكوميديا التراجيدية مثل فيلاستير، على الرغم من حالة عدم اليقين بالتواريخ يعطي طبيعة اتجاه تأثيره الغير واضح. من الأدلة على صفحة اثنان من الأقرباء النبلاء ومن تحليل النصوص يعتقد بعض المحررين أن شكسبير أنهى مسيرته بالتعاون مع فليتشر، الذي خلفه في منصب الكاتب المسرحي لمنزل رجال الملك. اخر هذه المسرحيات مشاركة تشبه تراجيدية فليتشر في محاولة لإيجاد طريقة كوميديه قادرة على تضخيم الأحداث وجعلها أكثر خطورة مما كانت عليه الكوميدية السابقة.